# Montserrat Señaba
Montserrat Señaba(San Carlos de Luba, 1918 - Guinea Ecuatorial, 1980) de etnia bubi, estudió magisterio en Barcelona. Fue una de las primeras mujeres negras españolas en dedicarse a la docencia, en la década de 1940. 

## Vida
Montserrat Señaba, de etnia bubi, nació en la Guinea colonial española, por lo que algunos aspectos de su vida están en relación con la metrópoli. Tras la Guerra civil española, realizó el Servicio Social de la Mujer, instaurado como obligatorio durante el franquismo.Marchó a Barcelona a estudiar magisterio con una beca nacional, siendo una de las primeras mujeres negras españolas en esta especialidad. Como muchas otras mujeres guineanas de esta época, ocupó un cargo en la Sección Femenina de Falange Española.
Tras la independencia de Guinea Ecuatorial en 1968, fue delegada del gobierno recién formado, dedicándose a defender los derechos de las mujeres, lo que le trajo enemistad con los dirigentes varones. 
Fue alcaldesa del distrito de San Fernando (hoy Ela Nguema), en la provincia de Bioko Norte. Durante su mandato, trató de incorporar al currículum educativo aspectos referentes a los derechos de las mujeres. Los intentos reformadores encontraron incomprensión y oposición de sus coetáneos. Esta situación la llevó a tener claros enfrentamientos con la sociedad patriarcal dominante en la sociedad guineana de la década del 1960.

### Exilio y lucha política
Ante la crueldad sanguinaria del régimen de Francisco Macías Nguema, tuvo que abandonar su Guinea natal en un exilio que dejó a la mitad de la población guineana fuera del país. Como tantos intelectuales de la época, se dirigió a España. En Barcelona, consiguió el estatus de refugiada política. 
Al poco tiempo, se convirtió en una mujer líder y dirigente de la lucha por las libertades y la supervivencia de la colonia guineana instalada en Barcelona y en Cataluña. Señaba fue un referente en unos años muy duros, pues el Franquismo trataba a todo lo referente a Guinea como "materia reservada", es decir, se silenciaba la situación postcolonial y represiva del país africano. En esos años, la comunidad guineana establecida en la dictadura franquista se encontraba aislada de sus familias, amistades y parientes, debido a la ruptura de relaciones entre ambos gobiernos.
Durante todos esos años, Montserrat fue un referente para las personas exiliadas. Continuó luchando por los derechos de las mujeres y para difundir y hacer efectivo el derecho a la educación de las mujeres. Después del golpe de Estado contra Macías el año 1979, regresó a Guinea, donde murió en 1980.